# Roger Assalé
Roger Assalé (Elefántcsontpart, 1993. november 13. –) elefántcsontparti válogatott labdarúgó, a TP Mazembe játékosa, kölcsönben az AS Roma-tól.
A elefántcsontparti válogatott tagjaként részt vett a 2015-ös afrikai nemzetek kupáján.

## Sikerei, díjai
Elefántcsontpart
- Afrikai nemzetek kupája győztes (1): 2015